# SN 2007ck
SN 2007ck – supernowa typu II-P odkryta 19 maja 2007 roku w galaktyce MCG +05-43-16. W momencie odkrycia miała maksymalną jasność 18,50m.
16 dni później w tej samej galaktyce odkryto supernową SN 2007co.